# Rōmaji
Termenul rōmaji (în japoneză ローマ字 rōmaji, caractere latine, textual „litere de la Roma”) denumește folosirea caracterelor din alfabetul latin într-un text scris în limba japoneză, pe lângă celelalte trei sisteme de scriere ale acestei limbi: kanji, hiragana și katakana. Același termen se folosește și pentru a numi caracterele latine folosite la transliterarea cuvintelor japoneze prin procedeul numit romanizare.
Caracterele latine se folosesc în scrierea limbii japoneze în general în următoarele situații:
- unități de măsură: m, kg, s;
- simbolurile elementelor chimice și ale compușilor: Fe, C, H2O etc.;
- simboluri folosite în matematică: x, sin, log;
- siglele unor companii: JR (Japan Railways), NHK (Nippon Hōsō Kyōkai, Compania Japoneză de Difuziune);
- alte prescurtări OK (bun), NG (rău, din engleză: no good), OB (foști membri, din engleză: old boys), AM, PM.

Întrucât pentru introducerea la calculator a textelor în limba japoneză se folosesc în general tastaturi QWERTY, în prezent elevii învață alfabetul latin din primii ani de școală.
Există mai multe sisteme de a translitera japoneza. După era Meiji, sistemul cel mai mult folosit este sistemul Hepburn (ヘボン, în japoneză) modificat, care este numit și Sistemul standard (標準, hyōjun, în japoneză). Un alt sistem mult folosit este sistemul kunrei (訓令, în japoneză).
Prima încercare de romanizare a limbii japoneze datează din sec. 16 de către misionari iezuiți (printre care și Francisco de Xavier), bazat pe limba portugheză. A fost folosit pentru prima dată în scrieri publicate de misionarul italian Alessandro Valignano. 
În 1885 s-a înființat Rōmajikwai (sic), o societate compusă din japonezi și străini, care și-a propus să găsească un sistem nou, care să fie folosit în locul sistemului japonez de scris (kanji și kana). Misionarul american James Curtis Hepburn, un sfătuitor al comitetului, a folosit acest sistem în a treia ediție a dicționarului său japonez-englez din 1886. Sistemul a primit numele său, cu toate că a fost inventat de un grup de persoane care au colaborat la proiect. 
Sistemul kunrei își are și el începuturile în anii 1880. Originele sale sunt sistemul Nippon inventat de fizicianul japonez Aikitsu Tanakadate. Sistemul kunrei este numit câteodată și sistemul Mombushō (Ministerul Învățământului) deoarece este predat la școlile primare. Sistemul kunrei a fost aprobat împreună cu sistemul Nippon de către ISO cu numărul 3602 în locul sistemului Hepburn. Este totodată recomandat de Institutul Național Americană de Standarde (ANSI).
Cu toate acestea, sistemul Hepburn este cel care este folosit în pașapoartele japoneze, la fel ca și în gări.
Exemple care arată cum diferă cele trei sisteme:
| Kana       | Hepburn modificat | Kunrei | Nippon |
| ---------- | ----------------- | ------ | ------ |
| うう       | ū                 | û      | û      |
| おう, おお | ō                 | ô      | ô      |
| し         | shi               | si     | si     |
| しゃ       | sha               | sya    | sya    |
| しゅ       | shu               | syu    | syu    |
| しょ       | sho               | syo    | syo    |
| じ         | ji                | zi     | zi     |
| じゃ       | ja                | zya    | zya    |
| じゅ       | ju                | zyu    | zyu    |
| じょ       | jo                | zyo    | zyo    |
| ち         | chi               | ti     | ti     |
| つ         | tsu               | tu     | tu     |
| ちゃ       | cha               | tya    | tya    |
| ちゅ       | chu               | tyu    | tyu    |
| ちょ       | cho               | tyo    | tyo    |
| ぢ         | ji                | zi     | di     |
| づ         | zu                | zu     | du     |
| ぢゃ       | ja                | zya    | dya    |
| ぢゅ       | ju                | zyu    | dyu    |
| ぢょ       | jo                | zyo    | dyo    |
| ふ         | fu                | hu     | hu     |